# 立花サキ
立花 サキ（たちばな さき、1988年11月10日 - ）は、日本の女性タレント、女優、元レースクイーン。宮城県丸森町出身。株式会社DIVINE（ディヴァイン）所属。愛称は「サキちゃそ」。

## 来歴
宮城県丸森町で生まれ、その後仙台市に移住。19歳で上京しOLとして就職したが、メイクアップアーティストの学校に通っていた際、先輩の勧めでイベントコンパニオンの紹介を受けるようになり、2009年、スリーライズに所属し活動を開始。最初に出演した展示会は東京ゲームショウのコナミブースのコンパニオンで、翌2010年1月にはGOODYEARブースのコンパニオンとして東京オートサロン初参加を果たす。
2010年、SUPER GT「GOOD SMILE RACING レーシングミクサポーターズ」レースクイーンとしてRQデビュー。同年、SENGOKU RAIDEN CHAMPIONSHIP（SRC）ラウンドガールを務める。
2011年も引き続きGOOD SMILE RACINGのレースクイーンを務める傍ら、アップガレージのイメージガール兼レースクイーンユニット「ドリフトエンジェルス（通称：ドリエン）」の副キャプテンとしてCDデビューも果たし、さらにタックルベリーのイメージガールとしても活動する。
2012年1月13日、東京オートサロン内で行われた「第2回日本レースクイーン大賞2011」でグランプリを受賞。同賞は前年に美波千夏がグランプリを受賞しており、2年連続でスリーライズ所属者が日本レースクイーン大賞を制する結果となった。同年2月、週刊ヤングジャンプ誌上オーディショングランプリを獲得し、テレビ東京ドラマ24『撮らないで下さい!!グラビアアイドル裏物語』に出演。また、3年連続でGOOD SMILE RACINGのレースクイーンを務め、更にアップガレージのイメージガール兼レースクイーンユニット「ドリフトエンジェルス（通称：ドリエン）」も継続、キャプテンに昇格して活動し、ドリフトエンジェルス2枚目のCD「Wonder FLY」を発表、さらに9月22日には「Wonder FLY」のPVを収録したDVD「ドリフトエンジェルス」（制作：サンプロス）が発売される。
2012年9月11日、2011-12シーズンに最も活躍したレースクイーンとして「レースクイーン・オブ・ザ・イヤー 11-12」を受賞。スリーライズ所属者としては初、東北地方出身者としても初受賞となった。同年10月、同事務所に所属する有馬綾香、彩世めいと共にユニット「REGINA」（レジーナ）を結成。このユニットは翌年に彩世が脱退し、新たに自身の妹である立花かなと、桜木ゆい、新庄千歳が加わり、『REGIIIIINA!!』となった。同年11月18日、自身のブログで3年間務めたレースクイーンの仕事を卒業することを発表。以後はタレント業を中心にグラビアでも活動し、2013年はミスアクション2013にエントリーするも落選している。
2013年4月12日 - 4月14日に行われた『東京オートサロン in シンガポール』では、イメージガール「J-girls」の一員として参加。同年5月2日、三栄書房発行のゴルフ雑誌「GOLF TODAY」のイメージガールユニット『GTバーディーズ』に加入。同年10月1日、初のソロDVD作品『Saki's Style』（発売：ジャパンタイム）をリリース。2014年『異人たちのラプソディ』で舞台初出演。
2015年5月4日、DOUBLE TOKYO NISHIAZABUで開催されたライブをもってREGIIIIINA!!を卒業。同時にスリーライズも退所した。以後はフリーでモデル・女優活動を継続する傍ら、2018年と2019年はレーシングミクサポーターズのコントローラーも務めていたが、2020年1月5日、自身のツイッターでDIVINEに所属したことを発表。スリーライズ退所から4年8か月がかりでの事務所移籍となった。

## 人物
- 妹は同じスリーライズに所属し、モデル・レースクイーンとして活動していた立花かな。他に弟がいる[19]。母親は北海道出身[20]。
- 趣味：海に行くこと、語ること
- 特技：ジョギング
- 好きな色：白、ピンク、ブルー、黒

## 参加作品

### DVD
- ファーストイメージＤＶＤ『Saki's Style』JAPAN TIME・2013年10月1日発売
- ドリフトエンジェルス「2012ドリフトエンジェルス」サンプロス・2012年9月22日発売

　収録PV

　（1)Wonder FLY（作詞：宇野振一　補作詞：南香織　作曲：酒匂謙一　編曲：冬野竜彦　）

　（2）I'm your angel 2012 ver.（作詞：宇野振一　補作詞：南香織　作曲：酒匂謙一　編曲：冬野竜彦　）

### CD
- ドリフトエンジェルス「Wonder FLY」スロウボールレコーズ・2012年4月発売

　収録曲

　（1）Wonder FLY（作詞：宇野振一　補作詞：南香織　作曲：酒匂謙一　編曲：冬野竜彦　）

　（2）うしろゆびさされ組（作詞：秋元康　作曲：後藤次利　編曲：冬野竜彦　）

　（3）I'm your angel 2012 ver.（作詞：宇野振一　補作詞：南香織　作曲：酒匂謙一　編曲：冬野竜彦　）

- ドリフトエンジェルス「I'm your angel」スロウボールレコーズ・2011年6月発売

　収録曲

　（1）I'm your angel（作詞：宇野振一　補作詞：南香織　作曲：MIKOTO　編曲：冬野竜彦　）

　（2）ラムのラブソング（作詞：伊藤アキラ　作曲：小林泉美　編曲：冬野竜彦　）

## 出演

### CM
- アップガレージTVCM「2012アップガレージ」2012年5月〜
- アップガレージTVCM「アップガレージ　マスク篇」2011年6月〜2012年4月
- アップガレージTVCM「アップガレージ　ダンス篇」2011年6月〜2012年4月

### テレビ番組
- TOKYO DRIFT GIRLS（テレビ東京・2011年1月 - 3月） - ドリフトエンジェルス2011として出演
- 女子待機中（テレビ神奈川・2011年9月8日）
- 撮らないで下さい!!グラビアアイドル裏物語 第11話（テレビ東京・2012年3月23日）
- もえ×こん（テレビ東京・2012年3月） - ドリフトエンジェルス2012として出演
- 今夜はアリエナイト（フジテレビ・2013年10月 - 2014年3月） - 有馬綾香と共演

### ラジオ番組
- エフエム浦安「ちょっぴりピロートーク」（2016年1月5日 - 3月29日） - 相方：中川ミコ[21][22]
- FM秋葉原「サキとちなつのmy way!!」（2016年12月6日 - 2017年8月15日） - 相方：美波千夏[23][24]

### 雑誌
- 「隔月刊スケールアヴィエーション 2012年7月号」　2012年5月13日発売
- 「411 2012年9月号」　2012年8月10日発売
- 「GOLF TODAY」GTバーディーズ（三栄、2013年[13] - 2019年[25]）

### 舞台
- 異人たちのラプソディ（2014年4月16日 - 20日、劇場MOMO）[15]
- 明日、私結婚しますっ（2015年4月23日 - 29日、銀座みゆき館劇場）- 武村百恵役[26]
- 落語とハワイが恋をしてる（2017年3月30日 - 4月1日、北とぴあ ペガサスホール）[27][28]
- GROUP THEATRE 東日本大震災追悼特別公演
  - 「RADIO311～2018年、夏。臼杵～」（2018年5月26日 - 27日、臼杵市民会館）[29]
  - 「RADIO311～2019 部屋で見つけた希望～」（2019年6月8日 - 9日、臼杵市民会館）[30]
- MUSICA CONCEPT Vol.1「SORIN THE INNOCENT LORD」（2019年10月17日 - 27日、浅草九劇）- 義乃役[31][32]